# Peugeot Type 112, 117 e 122
Le Type 112, 117 e 122 erano tre autovetture di fascia alta prodotte dal 1909 al 1912 dalla Casa automobilistica francese Peugeot.

## Profilo
Di queste vetture, la Type 112 fu la prima ad entrare in produzione e lo fece nel 1909, proponendosi come una grossa cabriolet dalla spiccata vocazione familiare. Di dimensioni abbondanti per l'epoca, un po' come tutti i modelli da essa derivati, era lunga ben 4.55 m. Inoltre, il passo di ben 3.25 m ne favoriva enormemente l'abitabilità interna. La Type 112 montava un motore a 6 cilindri in linea, sistemato in posizione anteriore longitudinale e della cilindrata di 3317 cm³. Tale motore permetteva alla vettura di raggiungere una velocità massima di 72 km/h. La Type 112 fu prodotta solo nel 1909 in 60 esemplari. Nello stesso anno, alla Type 112 fu affiancata la Type 117, con carrozzeria landaulet, che sullo stesso telaio della Type 112 montava un 4 cilindri da 4588 cm³, riuscendo così a raggiungere una velocità massima di 80 km/h. La Type 117 fu prodotta in 104 esemplari.

Nel 1910, fu introdotta invece la Type 122, prodotta in 34 esemplari e che montava un motore ancor più grande, un 4 cilindri da 4763 cm³ in grado di spingerla a 82 km/h di allungo. Da questo modello derivarono poi la Type 130, anch'essa prodotta solo nel 1910, ma in 85 esemplari, e la Type 134, prodotta invece fino al 1912 in soli 16 esemplari. Entrambi i modelli mantenevano telaio e meccanica della Type 122.